# Ignace Samaan
Ignace Samaan (ne Chadi Salim Samaan) est le métropolite de l'archidiocèse orthodoxe antiochien du Mexique, du Venezuela, d'Amérique centrale et des Caraïbes depuis 2017. Il est né en 1975 à Damas.